# Municipio de Richman
El municipio de Richman (en inglés: Richman Township) es un municipio ubicado en el condado de Wayne en el estado estadounidense de Iowa. En el año 2010 tenía una población de 619 habitantes y una densidad poblacional de 6,71 personas por km².

## Geografía
El municipio de Richman se encuentra ubicado en las coordenadas 40°51′18″N 93°29′58″O / 40.85500, -93.49944. Según la Oficina del Censo de los Estados Unidos, el municipio tiene una superficie total de 92.2 km², de la cual 91,95 km² corresponden a tierra firme y (0,26 %) 0,24 km² es agua.

## Demografía
Según el censo de 2010, había 619 personas residiendo en el municipio de Richman. La densidad de población era de 6,71 hab./km². De los 619 habitantes, el municipio de Richman estaba compuesto por el 96,77 % blancos, el 0,16 % eran afroamericanos, el 0,32 % eran amerindios, el 0,81 % eran asiáticos, el 0,16 % eran de otras razas y el 1,78 % eran de una mezcla de razas. Del total de la población el 0,48 % eran hispanos o latinos de cualquier raza.